# NK Frankopan Špionica
NK Frankopan je bosanskohercegovački nogometni klub iz mjesta Špionice Srednje kraj Tuzle. Dresovi su bijele i plave boje: bijele majice, plave hlačice i plave čarape.

## Povijest
Osnovan kao NK Sloga. Utemeljenje kluba i njegovo uključivanje u ligaška natjecanja pomogao je savez u Srebreniku. Novoosnovani savez težio je na području općine Srebrenik osnovati što više nogometnih klubova radi osnivanja Općinske nogometne lige Srebrenika. Sezone 1977. NK "Sloga" po prvi put je osvojila Općinsku nogometnu ligu Srebrenika i tako se izborila u grupnu ligu Tuzla.
Na osnivačkoj sjednici sabora 5. veljače 1995. Nogometni klub "Sloga" Srednja Špionica promijenio je ime u Frankopan i usvojen je poslovnik o radu predsjedništva nogometnog kluba. U sezoni 1995./96. igrali su Općinsku nogometnu ligu Ravne-Brčko.
Sezone 2015./16. natjecao se u 1. županijskoj ligi PŽ. U sezoni 2018./19. osvojili su 2. županijsku ligu PŽ.
Trenutačno se natječu u 2. županijskoj ligi PŽ.